# جون درايتون
جون درايتون هو محامي وقاضي وسياسي أمريكي، ولد في 22 يونيو 1766 في تشارلستون في الولايات المتحدة، وتوفي بنفس المكان في 27 نوفمبر 1822. نشط حزبياً في الحزب الجمهوري الديمقراطي.

## مناصب
- انتخب حاكم كارولينا الجنوبية [الإنجليزية]‏ (10 ديسمبر 1808 – 8 ديسمبر 1810).
- انتخب حاكم كارولينا الجنوبية [الإنجليزية]‏ (23 يناير 1800 – 8 ديسمبر 1802).
- انتخب عضو مجلس نواب كارولاينا الجنوبية ‏.
- انتخب عضو مجلس ولاية كارولاينا الجنوبية ‏.